# Alpha Bank
Alpha Bank er den næststørste græske bank med den højeste markedsværdi på ca. 2,13 milliarder euro (fra 4. december 2018). Banken blev grundlagt i 1879, og har været kontrolleret af familien Costopoulos siden begyndelsen.  
Den 16. januar 2015 anmodede Alpha Bank om nødtilskud (ELA) fra Bank of Greece.

## Historie
I 1879 etablerede John F. Costopoulos et lille handelsfirma i Kalamata. Den 2. november 1925 blev banken noteret på Athens Børs. 
Ioannis Costopoulos, der er barnebarn af den oprindelige grundlægger John F. Costopoulos, og nevø til Stavros Costopoulos, udenrigsminister i Georgios Papandreous regering, er i dag æresformand.
Bankafdelingen for firmaet "JF Costopoulos" har ændret navn flere gange:
- I 1918 til Bank of Kalamata.
- I 1924 flyttede banken sit hovedkvarter til Athen og ændrede navn til Banque de Credit Commercial Hellenique
- I 1947 stil Commercial Credit Bank (CCB)
- I 1972 til Credit Bank (Trapeza Pisteos)
- I 1994 til Alpha Credit Bank (ACB)

Alpha Bank har datterselskaber og filialer i London i England samt datterselskaber i Albanien, Cypern og Rumænien og drev desuden Alpha Finance i New York, USA, som ikke længere eksisterer